# 1685 w muzyce
Wydarzenia muzyczne w 1685 roku.

## Dzieła
- Giovanni Battista Bononcini – 12 Sinfonie, Op. 3
- Arcangelo Corelli – Op. 2, 12 trio sonatas
- Jean-Baptiste Lully – Idylle sur le Paix, LWV 68
- Jean-Baptiste Lully – Ballet du temple de la paix, LWV 69
- Johann Christoph Pezel – Fünfstimmige blasende Music
- Henry Purcell – My heart is inditing
- Alessandro Scarlatti – Il martirio di S. Teodosia

## Dzieła operowe
- John Blow – Venus and Adonis
- Marc-Antoine Charpentier – Les arts florissants
- Jean-Baptiste Lully – Roland

## Urodzili się
- 5 marca – Georg Friedrich Händel, niemiecki kompozytor i organista (zm. 1759)
- 31 marca – Johann Sebastian Bach, niemiecki kompozytor i organista (zm. 1750)
- 30 czerwca – John Gay, angielski poeta, autor libretta do opery Beggar’s Opera (zm. 1732)
- 26 października – Domenico Scarlatti, włoski kompozytor (zm. 1757)

Data dzienna nieznana
- Georg Gebel starszy, niemiecki kompozytor i organista (zm. ok. 1750)
- Jacques Loeillet, flamandzki kompozytor i oboista (zm. 1748)

## Zmarli
Data dzienna nieznana
- Szymon Gutowski, polski kompozytor i organmistrz (ur. 1627)